# Волков Богдан

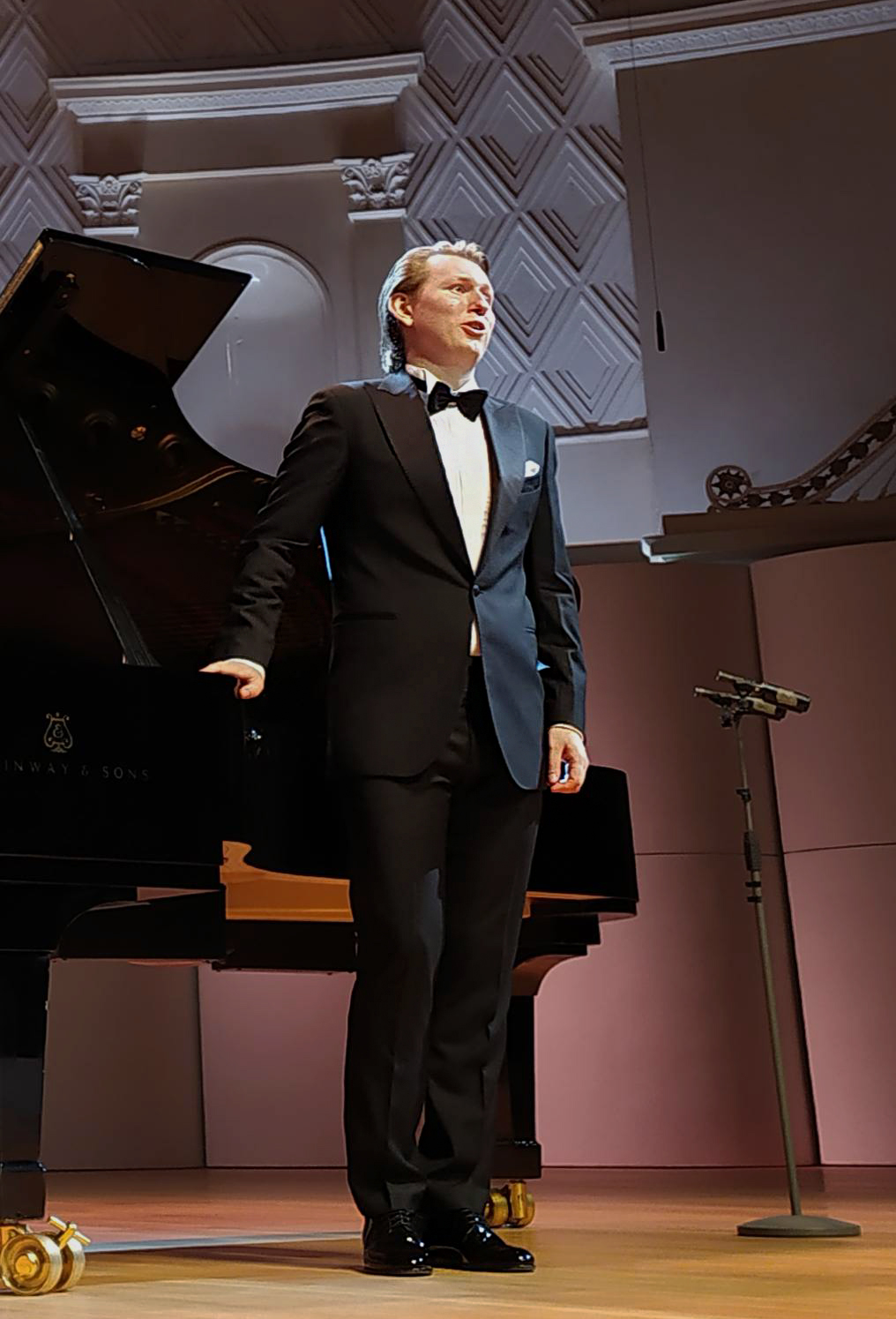
2020 р.

Богдан Віталійович Волков (нар. 7 грудня 1989, Торез, Донецька область, Українська РСР, СРСР) — український, російський оперний співак (тенор).

## Біографія
Народився 7 грудня 1989 року в місті Торез Донецької області.
2005—2012 років навчався в Київському інституті музики ім. Р. Глієра (клас Миколи Горбатова і Тамари Коваль).
2012—2013 років навчався в Національній музичній академії України ім. П. І. Чайковського (клас професора Олександра Дяченко).
2013 року прийнятий у Молодіжну оперну програму Великого театру, де продовжив вокальне навчання у Дмитра Вдовіна та Світлани Нестеренко. У цей період Богдан дебютував в ролях: Моцарт в опері «Моцарт і Сальєрі» М. Римського-Корсакова, Юродивий — у «Борис Годунов» М. Мусоргського, Кай — в «Історія Кая та Герди» С. Баневича, Володимир Ігорович — у «Князь Ігор» А. Бородіна та інших.
У лютому 2014 року дебютував у новій постановці опери «Царева наречена» М. Римського-Корсакова під музичним керівництвом Геннадія Рождественського. З цією роллю він узяв участь у турі Великого театру в Відні, Гонконгському фестивалі мистецтв та Лінкольн-центр фестивалі в Нью-Йорку
У квітні 2015 року взяв участь у гала-концерті в театрі ім. Лучано Паваротті (Модена, Італія), присвяченому 60-річчю творчої діяльності Мірелла Френі. У серпні 2015 року виступив на Фестивалі Гектора Берліоза в Ла-Кот-Сент-Андре з Національним оркестром Ліона під керівництвом диригента Леонарда Слаткін. У жовтні 2015 року дебютував у партії Ленського в опері П. Чайковського «Євгеній Онєгін».
З 2016 до 2018 рік — соліст Великого театру, 2016 року отримав російське громадянство.
У листопаді 2016 року дебютував в ролі Новачка в опері Б. Бріттена «Біллі Бадд» у постановці Девіда Олдена. У лютому 2017 року взяв участь у постановці опери М. Вайнберга «Ідіот», де виконав партію князя Мишкіна. Став першим виконавцем цієї партії у Великому театрі.
2017 року брав участь у гастролях Великого театру в Швейцарії і Франції. У липні 2017 року виконав партію Ленського на оперному фестивалі Екс-ан-Прованс і оперному фестивалі в Савонлінна.
На початку сезону 2017/18 років дебютував на Глайндборнському фестивалі в партії Феррандо («Так чинять усі жінки» В. А. Моцарта), у квітні 2018 року вперше виступив у Метрополітен-опері в партії Тібальда («Ромео і Джульєтта» Ш. Гуно, диригент Пласідо Домінго).
У сезоні 2018/19 взяв участь у двох постановках Дмитра Чернякова в операх «Заручини в монастирі» С. Прокоф'єва (партія Антоніо), диригент Даніель Баренбойм, Берлінська державна опера і «Казка про царя Салтана» М. Римського-Корсакова (партія Гвидона), диригент Ален Альтіноглу, Королівський театр Ла Монне / Де Мюнт, Брюссель.

## Нагороди
- 2013 — Гран-Прі VI Відкритого конкурсу молодих вокалістів ім. А. Солов'яненка (Донецьк).
- 2015 — I премія і приз глядацьких симпатій на конкурсі Paris Opera Competition[5].
- 2016 — II премія міжнародного конкурсу Пласідо Домінго «Опералія» (Гвадалахара, Мексика).
- 2017 — Лауреат Національної Оперної Премії «Онєгін».
- 2017 — Лауреат премії Фонду Олени Образцової.
- 2019 — Лауреат премії Casta Diva в номінації «Зліт» за партію Ленського в опері «Євгеній Онєгін» і Берендея в «Снігуроньці»[6].